# Crouton

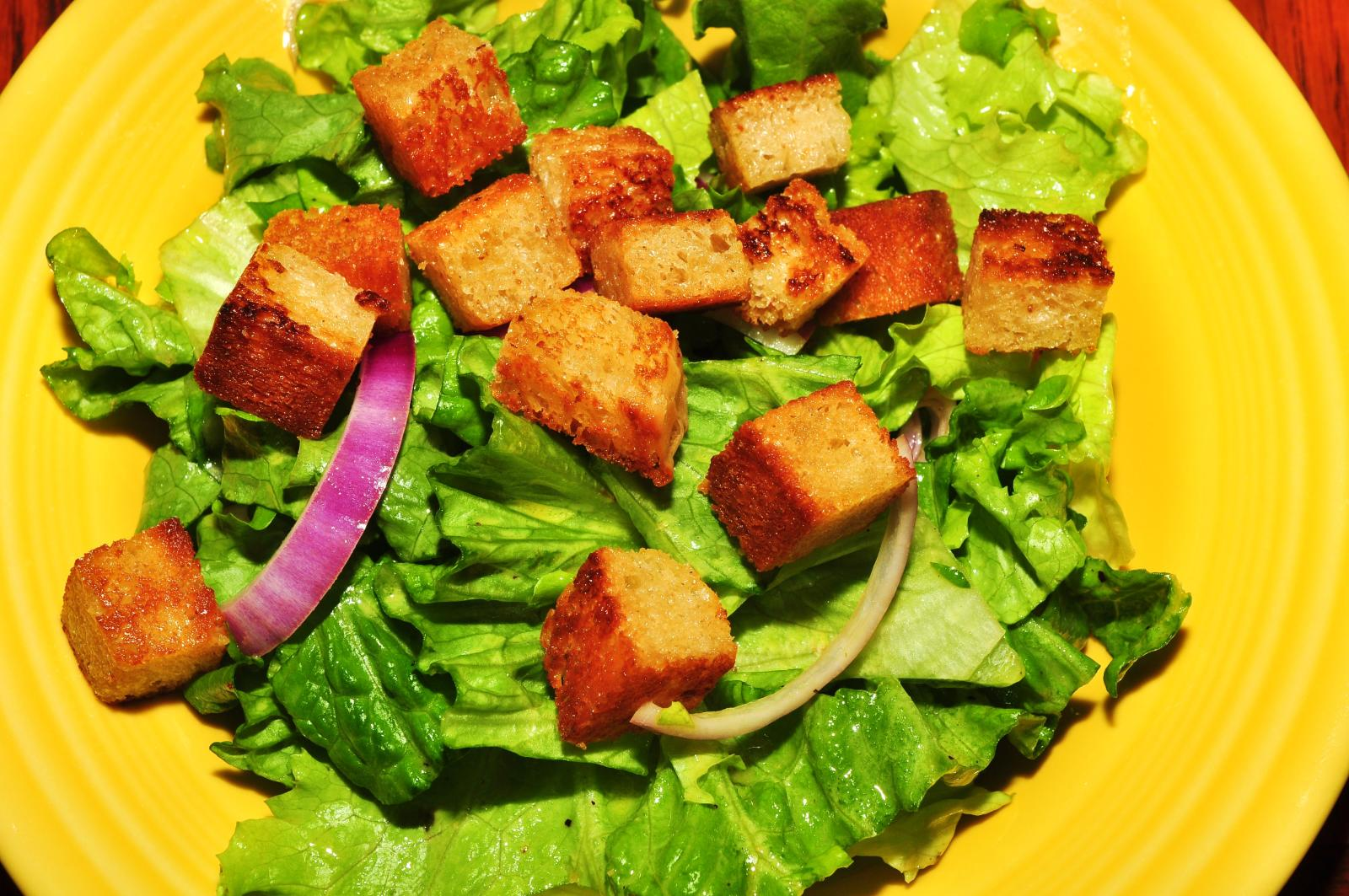
Salade met croutons

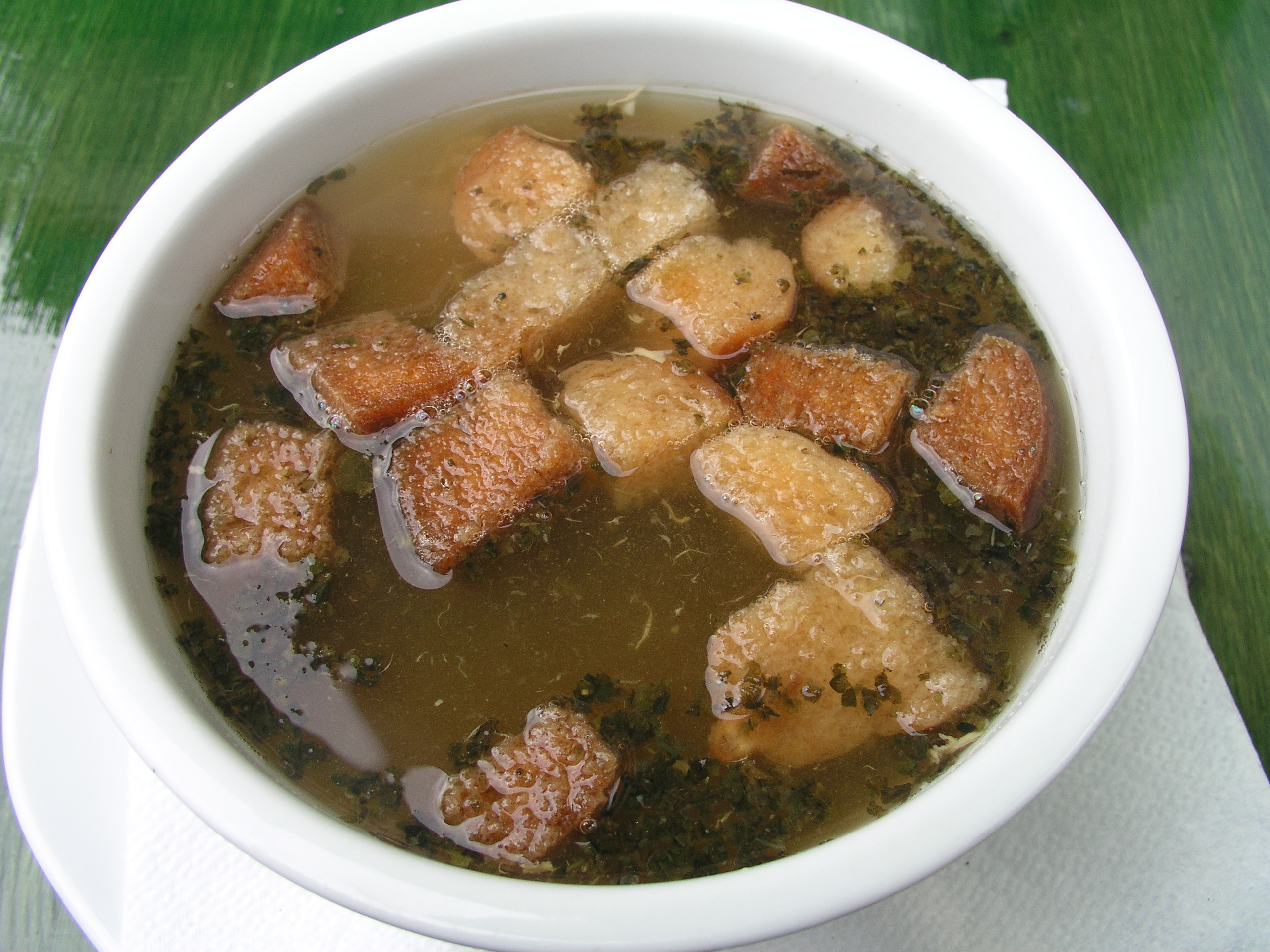
Soep met croutons

Crouton is de Franse benaming voor een stukje geroosterd brood ter grootte van maximaal 1cm³. Een handjevol met croutons wordt weleens op de soep gestrooid, of door een salade geschept om deze iets krokants in de smaakbeleving mee te geven.
Croutons zijn eenvoudig te maken door een boterham in blokjes te snijden en deze – al dan niet met kruiden – in een hete koekenpan of frituurpan te laten bruinen.
In het Nederlands werden croutons ook wel soldaatjes genoemd. Dit waren echter een viertal driehoekjes of reepjes uit een boterham gesneden. In vroeger jaren weleens bij gekookte spinazie opgediend.
Croutons zijn ook kant-en-klaar te koop.